# Мала Коса
Мала Коса је насељено мјесто у општини Бариловић, на Кордуну, у Карловачкој жупанији, Република Хрватска.

## Историја
Мала Коса се од распада Југославије до августа 1995. године налазила у Републици Српској Крајини. До територијалне реорганизације у Хрватској насеље се налазило у саставу бивше општине Дуга Реса.

## Становништво
Према попису становништва из 2011. године, насеље Мала Коса је имало 5 становника.
| Националност       | 1991. | 1981. | 1971. | 1961. |
| Срби               | 15    | 26    | 35    | 48    |
| Хрвати             |       |       | 2     | 2     |
| остали и непознато |       | 1     |       |       |
| Укупно             | 15    | 27    | 37    | 50    |

| Демографија | Демографија | Демографија |
| Година      | Становника  | Становника  |
| ----------- | ----------- | ----------- |
| 1961.       | 50          |             |
| 1971.       | 37          |             |
| 1981.       | 27          |             |
| 1991.       | 15          |             |
| 2001.       | 6           |             |
| 2011.       |             | 5           |